# Morpho aega
Espèce
Morpho aega est une espèce d'insectes lépidoptères (papillons) qui appartient à la famille des nymphalidés, sous-famille des Morphinae, à la tribu des Morphini et au genre Morpho.

## Dénomination
Morpho aega a été décrit par Jacob Hübner en 1822 sous le nom initial de Leonte aega.

### Nom vernaculaire
Morpho aega se nomme Aega Morpho en anglais.

### Sous-espèces
- Morpho aega aega ; présent au Brésil et au Paraguay
- Morpho aega amargosensis Otero & Soares, 1996 ; présent au Brésil[1].

## Description
Morpho aega est un grand papillon, d'une envergure entre 90 mm et 120 mm, au corps marron. Chez le mâle le dessus des ailes est bleu brillant finement bordées de noir sur le bord costal des ailes antérieures, chez la femelle le dessus est jaune avec les bords externes marron ornés d'une ligne de taches jaune,.
Le revers est beige marbré avec près de l'apex des ailes antérieures une marque blanche et un ocelle et trois ocelles peu visibles aux ailes postérieures.

## Biologie

### Plantes hôtes
Les plantes hôtes de sa chenille sont des Gramineae.

## Écologie et distribution
Morpho aega est présent au Paraguay, au Brésil et en Guyane,.

### Protection
Pas de statut de protection particulier.

## Philatélie
Un timbre de la République Togolaise est à son effigie.